# Hayley Okines
Hayley Okines, född 3 december 1997 i Arrington i Cambridgeshire, död 2 april 2015 i Bexhill-on-Sea i East Sussex, var en brittisk flicka som led av den sällsynta sjukdomen progeri som gör att cellerna åldras åtta gånger snabbare än hos friska. Okines har med egna ord beskrivit sin vardag i dokumentären World's Oldest Teenager som 2012 visades på svenska TV 3. Okines publicerade 2012 sin självbiografi Old Before My Time.
Okines levde med sin familj i Bexhill-on-Sea på engelska sydkusten.